# Stanko Popović
Stanko Popović, hrvaški fizik, pedagog in akademik, * 26. september 1938, Čitluk, † 17. december 2020, Zagreb.
Popović je bil predavatelj na Naravoslovno-matematični fakulteti v Zagrebu in član Hrvaške akademije znanosti in umetnosti.